# KSV Sottegem
Koninklijke Sport Vereniging Sottegem w skrócie KSV Sottegem – belgijski klub piłkarski, grający niegdyś w drugiej lidze belgijskiej, mający siedzibę w mieście Zottegem.

## Historia
Klub został założony 24 kwietnia 1922 jako Sportvereeniging Sottegem. W 1951 roku do nazwę klubu zmieniono na Koninklijke Sport Vereniging Sottegem (KSV Sottegem). W swojej historii klub spędził 2 sezony na poziomie drugiej ligi, w której grał w latach 1969-1972 i 15 sezonów na poziomie trzeciej ligi. 

## Stadion
Domowe mecze klub rozgrywa na stadionie o nazwie Stedelijk Sportstadion Jules Matthijs, położonym w mieście Zottegem. Stadion może pomieścić 8000 widzów.

## Reprezentanci kraju grający w klubie
Stan na listopad 2021
| - Nico Broeckaert - Johny Thio - Daniel Veyt - Kidoda Buayi | - Sergei Bragin - Teodoros Zakas - Zlatko Dračić - Younous Oumouri |